# Agabus confinis
Agabus confinis är en skalbaggsart som först beskrevs av Leonard Gyllenhaal 1808.  Agabus confinis ingår i släktet Agabus och familjen dykare. Arten är reproducerande i Sverige. Inga underarter finns listade i Catalogue of Life.